# Jadranski rally
 Ovo je glavno značenje pojma Jadranski rally. Za druga značenja pogledajte Jadranski rally (oldtimeri).
Jadranski rally (Rallye Adriatique) je hrvatsko automobilističko reli natjecanje. Održavalo se od 1952. do 1968. godine.
Jadranski rally također se zove natjecanje Republike Hrvatske za oldtimera koje organizira Oldtimer klub Rijeka. Svrstan je pod značajne nacionalne priredbe.

## Izdanja i pobjednici
| Podloga 1952.-'68. ?? | Baza relija 1952.-'68. ?? |

Kazalo:
██ žena
| Godina | Duljina [km] | Broj etapa | Broj brzinaca | Broj država | Broj posada Start (Cilj); Broj Ž vozača | Pobjednici         | Pobjednici           | Pobjednici             | Pobjednici | Pobjednici | Pobjednici |
| Godina | Duljina [km] | Broj etapa | Broj brzinaca | Broj država | Broj posada Start (Cilj); Broj Ž vozača | Vozač              | Suvozač              | Automobil              | MP [min]   | OB         |            |
| ------ | ------------ | ---------- | ------------- | ----------- | --------------------------------------- | ------------------ | -------------------- | ---------------------- | ---------- | ---------- | ---------- |
| 1952.  |              |            |               |             |                                         | Jakob Schlissmayer | ? Steigner           | Porsche 356            | +          |            |            |
| 1953.  |              |            |               |             |                                         | [[]]               | [[]]                 |                        | +          |            |            |
| 1954.  |              |            |               |             |                                         | Kurt Zeller        | [[]]                 | Porsche ?              | +          |            |            |
| 1955.  |              |            |               |             |                                         | Werner Engel       | Heinz Straub         | Mercedes-Benz 300 SL   | +          |            |            |
| 1956.  |              |            |               |             |                                         | Paul Ernst Strähle | Hans Wencher         | Porsche 356 1300 Super | +          |            |            |
| 1957.  |              |            |               |             |                                         | Ruprecht Hopfen    | Kurt van Loesch      | Saab 93                | +          |            |            |
| 1958.  |              |            |               |             |                                         | Gunnar Andersson   | Nils Fredrik Grøndal | Volvo PV444            | +          |            |            |
| 1959.  |              |            |               |             |                                         | Paul Coltelloni    | Claude Desrosiers    | Citroën ID 19          | +          |            |            |
| 1960.  |              |            |               |             |                                         | [[]]               | [[]]                 |                        | +          |            |            |
| 1961.  |              |            |               |             |                                         | [[]]               | [[]]                 |                        | +          |            |            |
| 1962.  |              |            |               |             |                                         | [[]]               | [[]]                 |                        | +          |            |            |
| 1963.  |              |            |               |             |                                         | [[]]               | [[]]                 |                        | +          |            |            |
| 1964.  |              |            |               |             |                                         | [[]]               | [[]]                 |                        | +          |            |            |
| 1965.  |              |            |               |             |                                         | Sobiesław Zasada   | Ewa Zasada           | Steyr-Puch 650 TR      | +          |            |            |
| 1966.  |              |            |               |             |                                         | [[]]               | [[]]                 |                        | +          |            |            |
| 1967.  |              |            |               |             |                                         | [[]]               | [[]]                 |                        | +          |            |            |
| 1968.  |              |            |               |             |                                         | [[]]               | [[]]                 |                        | +          |            |            |

### Statistika
| Vozač | Pobjede | Postolja |
| ----- | ------- | -------- |
| [[]]  |         |          |

| Suvozač | Pobjede | Postolja |
| ------- | ------- | -------- |
| [[]]    |         |          |

| Posada | Posada  | Pobjede | Postolja |
| vozač  | suvozač | Pobjede | Postolja |
| ------ | ------- | ------- | -------- |
|        |         |         |          |

| Proizvođač    | Pobjede | Postolja |
| ------------- | ------- | -------- |
| Citroën       |         |          |
| Mercedes-Benz |         |          |
| Porsche       |         |          |
| Saab          |         |          |
| Steyr-Puch    |         |          |
| Volvo         |         |          |